# Списък на политическите партии в Обединеното кралство Великобритания и Северна Ирландия
Обединено кралство Великобритания и Северна Ирландия има многопартийна система с две водещи партии - Консервативна и Лейбъристка.

## Парламентарно представени партии
| Партия                                           | Места в Камарата на представителите (2015) | Идеология                |
| ------------------------------------------------ | ------------------------------------------ | ------------------------ |
| Консервативна партия                             | 330                                        | Консерватизъм            |
| Лейбъристка партия                               | 232                                        | Социалдемокрация         |
| Шотландска национална партия                     | 56                                         | Социалдемокрация         |
| Либерални демократи                              | 8                                          | Социален либерализъм     |
| Демократична юнионистка партия                   | 8                                          | Национален консерватизъм |
| Шин Фейн                                         | 4                                          | Ляв национализъм         |
| Партия на Уелс                                   | 3                                          | Ляв национализъм         |
| Социалдемократическа и лейбъристка партия        | 3                                          | Социалдемокрация         |
| Ълстърска юнионистка партия                      | 2                                          | Консерватизъм            |
| Партия на независимостта на Обединеното кралство | 1                                          | Консерватизъм            |
| Зелена партия на Англия и Уелс                   | 1                                          | Зелена политика          |
| независими                                       | 2                                          |                          |

## Извънпарламентарни партии
- Британска национална партия

## Закрити партии
- Виги
- Либерална партия
- Съюз на британските фашисти
- Тори